# Martin Hellwig

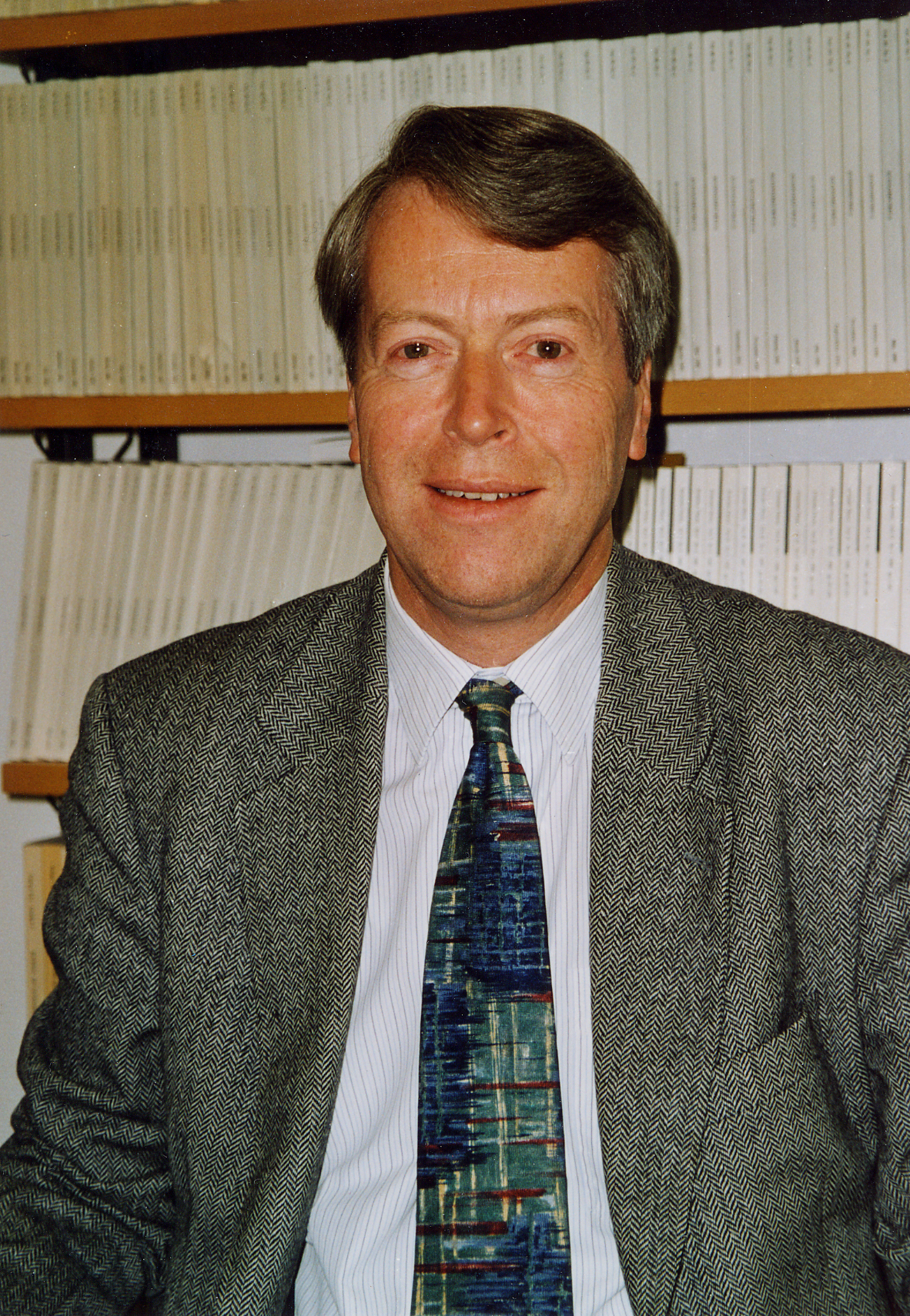
Martin Hellwig (2004)

Martin Hellwig (* 5. April 1949 in Düsseldorf) ist ein deutscher Volkswirt. Von 2000 bis 2004 war er Vorsitzender der deutschen Monopolkommission. Von 2004 bis 2017 war er Direktor am Max-Planck-Institut zur Erforschung von Gemeinschaftsgütern in Bonn.

## Leben und Wirken
Martin Hellwig ist ein Sohn des Politikers Fritz Hellwig (1912–2017). Nach seinem Schulabschluss am Atlantic College in Wales studierte er Volkswirtschaftslehre in Marburg und Heidelberg. Daraufhin ging er ans Massachusetts Institute of Technology (MIT), wo er 1973 bei Peter A. Diamond promoviert wurde. Hellwig machte Karriere an renommierten US-amerikanischen Hochschulen wie der Stanford University (1973/74) und der Princeton University (1974–77). Er kehrte 1977 nach Europa zurück und wurde auch ohne Habilitation als Professor für Wirtschaftstheorie an die Universität Bonn berufen. 1987 wechselte er an die Universität Basel, später an die Harvard University (1995–1996) und an die Universität Mannheim (1996–2004). Hellwig wurde wie sein Vater in Marburg Mitglied der Burschenschaft Rheinfranken, trat aber später als Alter Herr wieder aus.
Er war 1999/2000 Mitglied im Kronberger Kreis, dem wissenschaftlichen Beirat der Stiftung Marktwirtschaft.
Hellwig war von 1998 bis 2004 Vorsitzender der unabhängigen Monopolkommission in Deutschland. Von 2004 bis 2017 war er Direktor und wissenschaftliches Mitglied am Max-Planck-Institut zur Erforschung von Gemeinschaftsgütern in Bonn; seitdem ist der dort emeritiertes wissenschaftliches Mitglied.
Hellwig war jahrelang einer der forschungsstärksten deutschen Volkswirte. Der FAZ-Autor Gerald Braunberger bezeichnete ihn 2009 als den „vielleicht angesehensten deutschen Ökonomen“. Er ist im amerikanischen „Who’s who in economics“ aufgeführt. Am 1. Mai 2011 wurde Hellwig Chairman des Advisory Scientific Committee im Europäischen Ausschuss für Systemrisiken. Er ist (Stand Juli 2018) einer der beiden stellvertretenden Vorsitzenden.
Sein gemeinsam mit Anat R. Admati verfasstes Buch Des Bankers neue Kleider (Originaltitel The Bankers’ New Clothes) über die Notwendigkeit und Möglichkeiten einer schärferen Regulierung von Banken wurde positiv rezipiert: Gerald Braunberger bezeichnet es als „Meisterwerk“. Es ist auf Deutsch, Spanisch, Chinesisch, Japanisch, Hebräisch, Portugiesisch und Italienisch erhältlich.

## Veröffentlichungen
- mit Anat R. Admati: The Bankers' New Clothes. Princeton University Press 2013, ISBN 978-1-4008-4656-6.
  - deutsch: Des Bankers neue Kleider: Was bei Banken wirklich schief läuft und was sich ändern muss. Finanzbuch Verlag, München 2013, FBV, ISBN 978-3-898798259.
- Bitte nicht großdeutsch. In Europa geht die Sorge um, der Exportweltmeister Deutschland wolle aus der Eurozone eine Art „Greater Germany“ machen. Das sollten wir ernst nehmen. (Gastbeitrag, FAZ.net 20. Mai 2017)
- Wider die deutsche Target-Hysterie (Gastbeitrag in der FASZ vom 29. Juli 2018). Hans-Werner Sinn antwortete darauf eine Woche später: Irreführende Verharmlosung
- Gasknappheit und Wirtschaftspolitik in Deutschland, in: Zeitschrift für Wirtschaftspolitik, 2022, https://doi.org/10.1515/zfwp-2022-2079

## Ehrenämter und Auszeichnungen
- Fellow der Econometric Society
- früherer Präsident der European Economic Association (1992)
- Foreign Honorary Member of the American Economic Association
- Präsident des Vereins für Socialpolitik (2001–2004)
- Inaugural Fellow des European Corporate Governance Institute
- Dr. h. c. Universität Tübingen
- Mitglied der Berlin-Brandenburgischen Akademie der Wissenschaften
- Mitglied des wissenschaftlichen Beirats des Bundesministeriums für Wirtschaft und Technologie
- Mitglied des Forschungsbeirats der Deutschen Bundesbank
- Mitglied des wissenschaftlichen Beirats des Centre for Economic Policy Research, London
- Mitglied der Economic Advisory Group on Competition Policy, European Commission.
- Mitglied der Academia Europaea (1991)
- Honorary Foreign Member of the American Academy of Arts and Sciences (2003)
- Dr. h. c. der Humboldt-Universität zu Berlin (2005)
- Vorsitzender des „Lenkungsrates Unternehmensfinanzierung“ im Wirtschaftsfonds Deutschland (2009–2010)
- Gustav-Stolper-Preis des Vereins für Socialpolitik (2009)
- Dr. h. c. der Universität Basel (2009)
- Mitglied von Acatech (2010)
- Vorsitzender des Beratenden Wissenschaftlichen Ausschusses des European Systemic Risk Board (2011–2012, ab 2012 stellvertretender Vorsitzender)
- Max-Planck-Forschungspreis (2012)[13]
- Ernst-Hellmut-Vits-Preis (2016)
- Gründungsmitglied der Bürgerbewegung Finanzwende (2018)[14]